# Гілтон (Нью-Йорк)
Гілтон (англ. Hilton) — селище (англ. village) в США, в окрузі Монро штату Нью-Йорк. Населення — 6027 осіб (2020).

## Географія
Гілтон розташований за координатами 43°17′24″ пн. ш. 77°47′33″ зх. д. / 43.29000° пн. ш. 77.79250° зх. д. (43.289941, -77.792595).  За даними Бюро перепису населення США в 2010 році селище мало площу 4,61 км², уся площа — суходіл.

## Демографія
Згідно з переписом 2010 року, у селищі мешкало 5886 осіб у 2351 домогосподарстві у складі 1625 родин. Густота населення становила 1277 осіб/км².  Було 2459 помешкань (533/км²).
Расовий склад населення:
| - 96,5 % — білих - 1,5 % — чорних або афроамериканців - 0,3 % — азіатів - 0,2 % — корінних американців |

До двох чи більше рас належало 1,3 %. Частка іспаномовних становила 2,3 % від усіх жителів.
За віковим діапазоном населення розподілялося таким чином: 25,7 % — особи молодші 18 років, 60,9 % — особи у віці 18—64 років, 13,4 % — особи у віці 65 років та старші. Медіана віку мешканця становила 38,6 року. На 100 осіб жіночої статі у селищі припадало 91,2 чоловіків;  на 100 жінок у віці від 18 років та старших — 86,6 чоловіків також старших 18 років.
Середній дохід на одне домашнє господарство  становив 65 452 долари США (медіана — 58 297), а середній дохід на одну сім'ю — 72 300 доларів (медіана — 62 529). Медіана доходів становила 50 068 доларів для чоловіків та 34 637 доларів для жінок. За межею бідності перебувало 5,9 % осіб, у тому числі 13,0 % дітей у віці до 18 років та 0,0 % осіб у віці 65 років та старших.
Цивільне працевлаштоване населення становило 3130 осіб. Основні галузі зайнятості: освіта, охорона здоров'я та соціальна допомога — 33,6 %, виробництво — 15,5 %, роздрібна торгівля — 8,1 %, мистецтво, розваги та відпочинок — 6,5 %.